# Heuvel (landvorm)

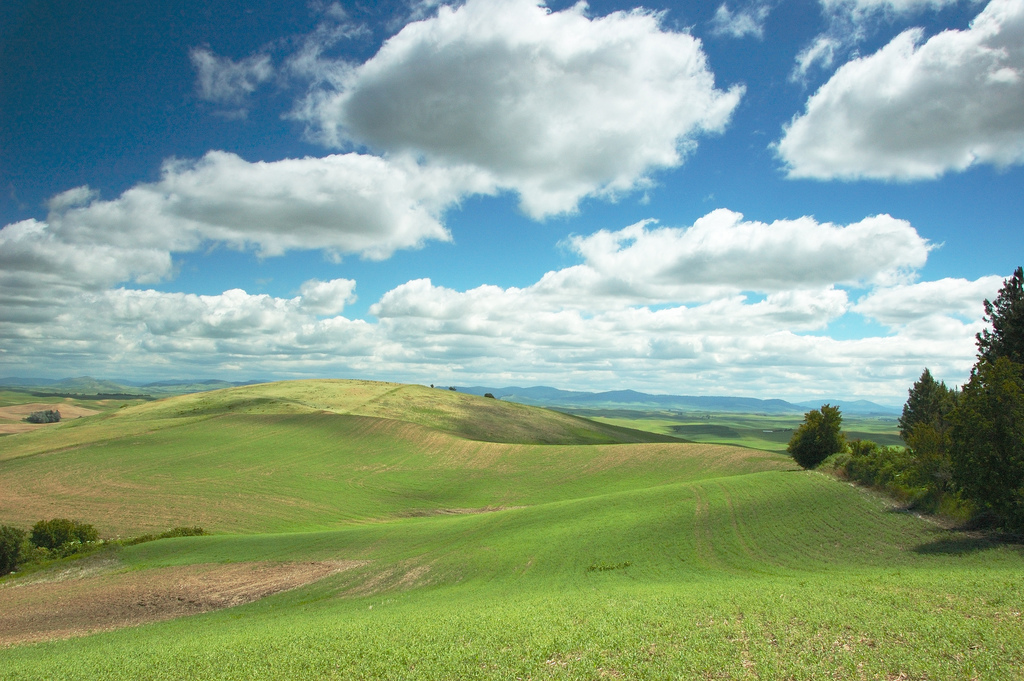
Een graslandschap met heuvels

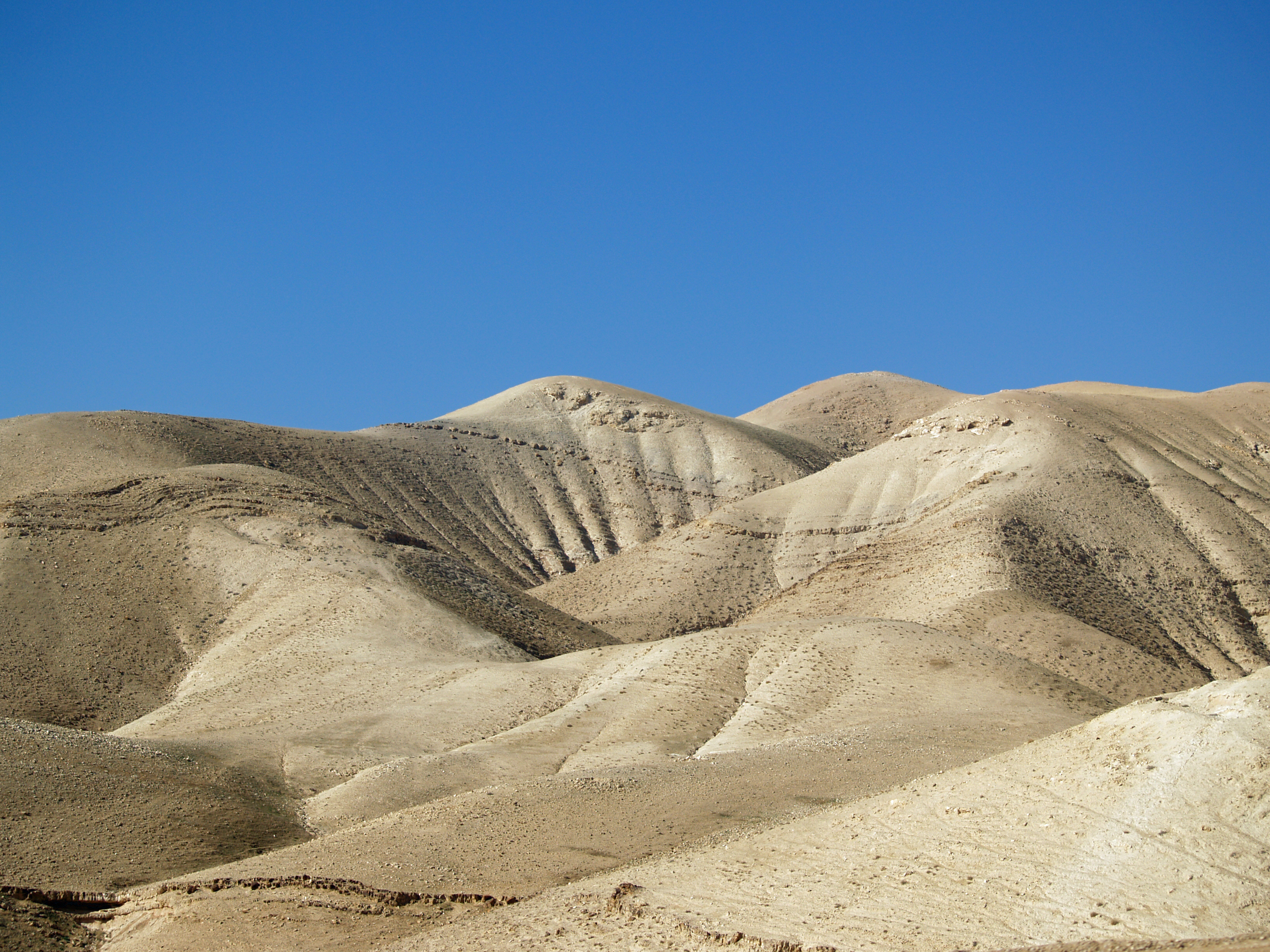
Zandheuvels in de Woestijn van Judea

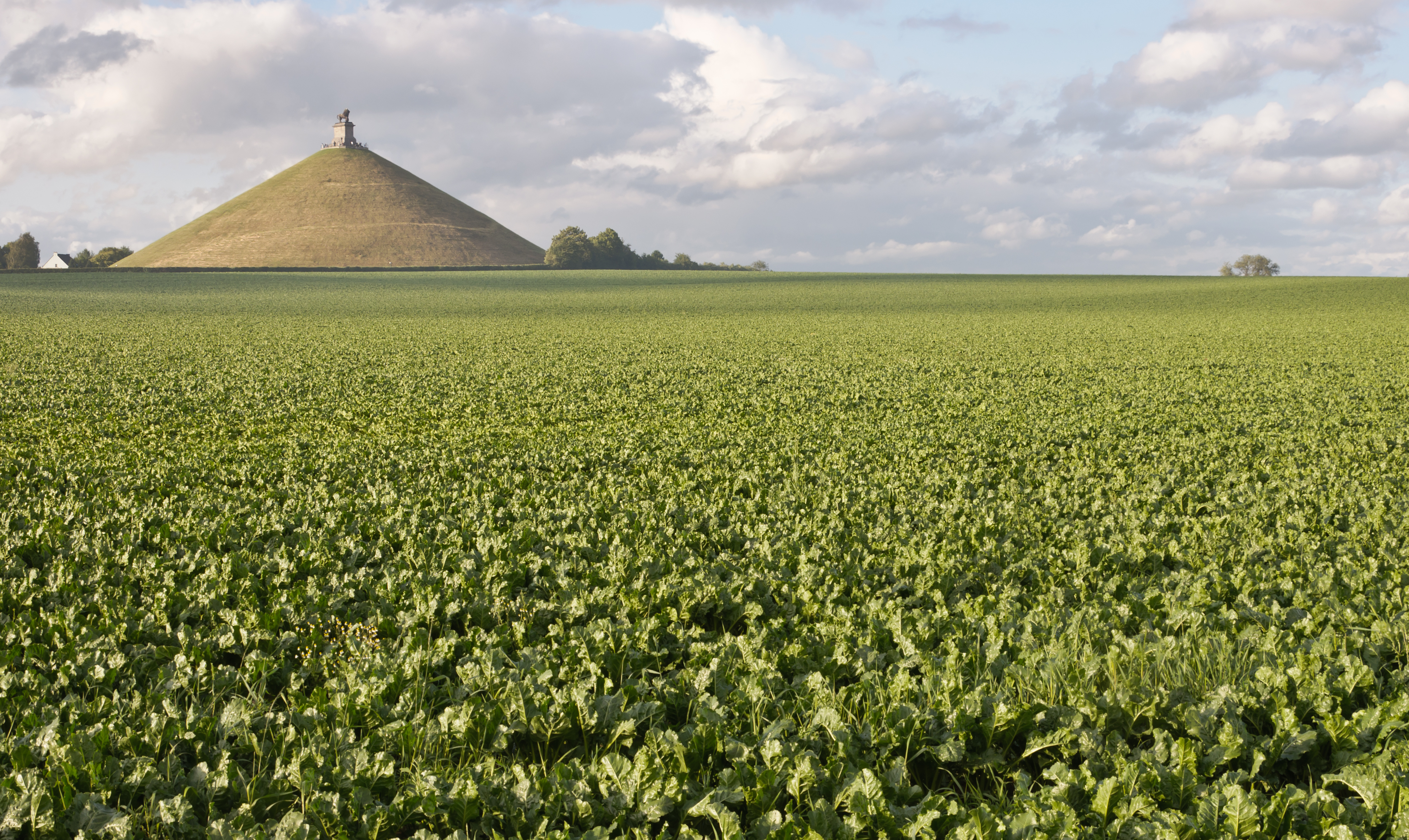
De kunstmatige heuvel van de Leeuw van Waterloo

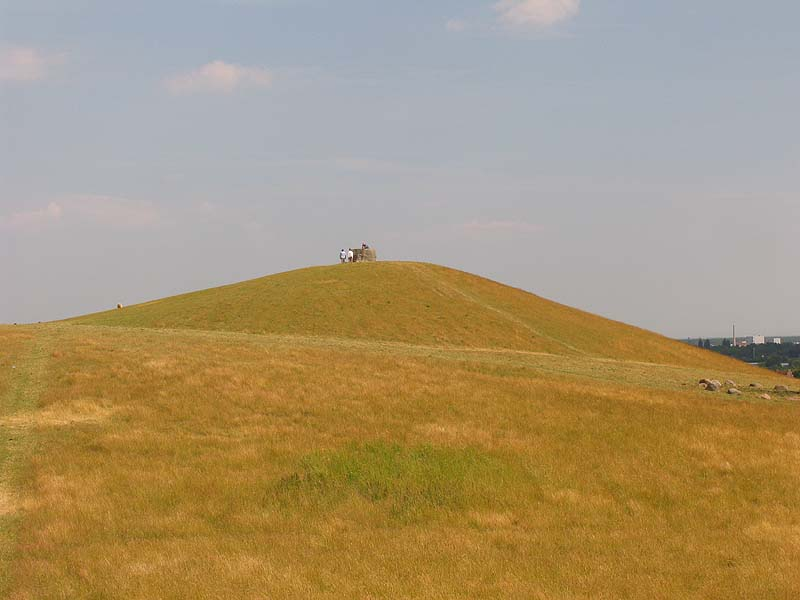
Kunstmatige heuvel nabij Kopenhagen

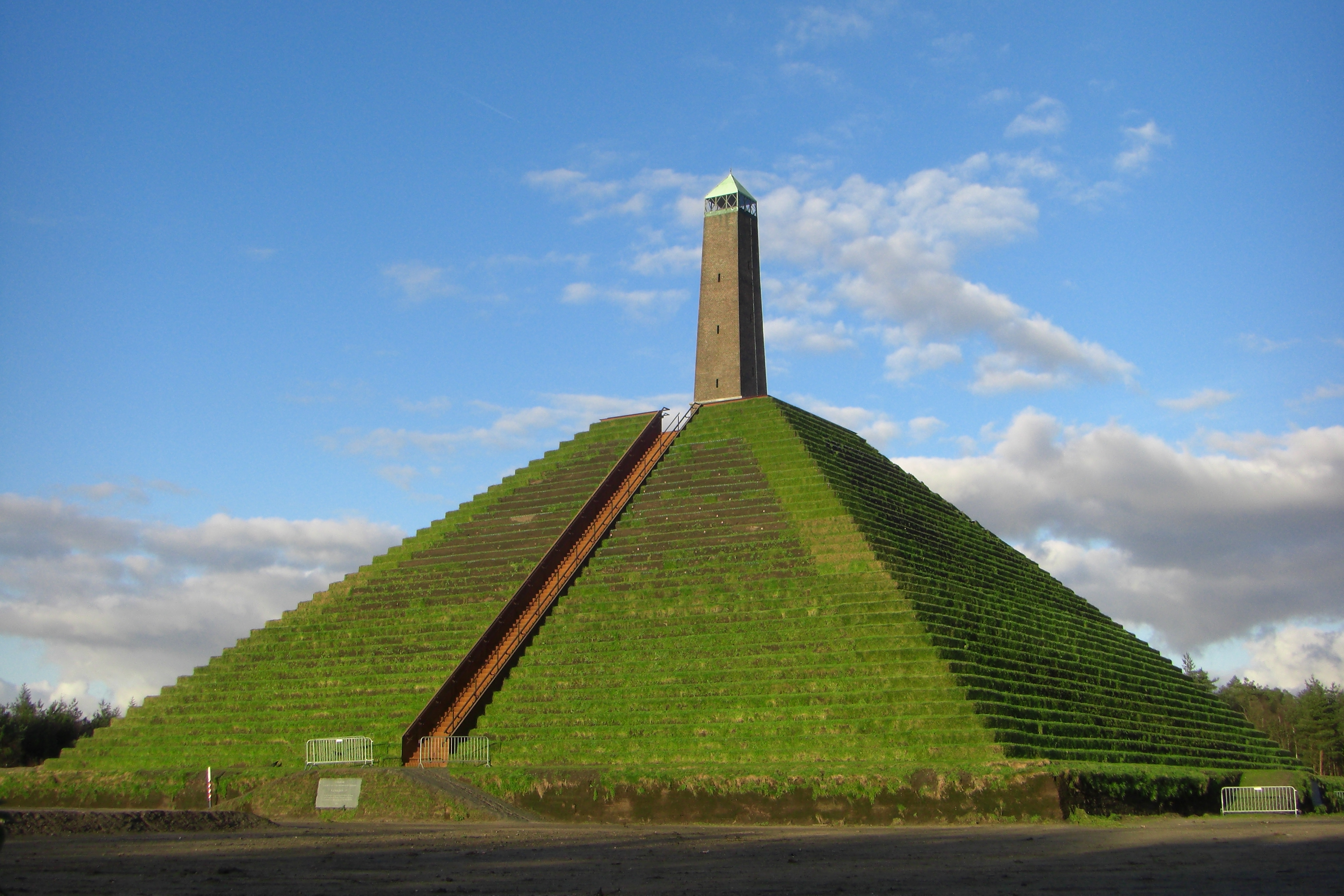
De Pyramide van Austerlitz

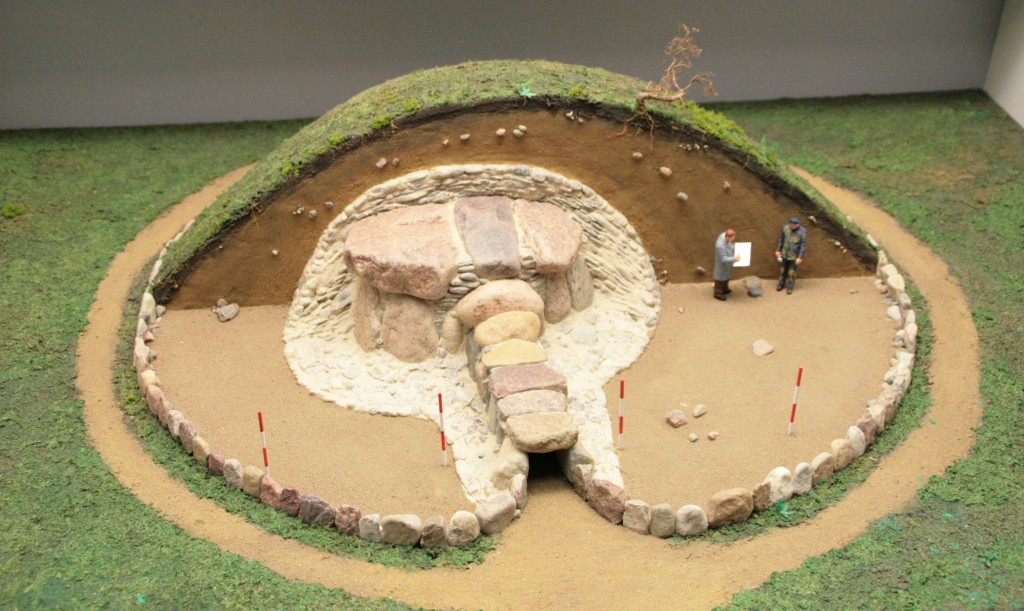
Model van hunebed Denghoog op Sylt; een ganggraf afgedekt met een cairn die weer afgedekt wordt door een heuvel

Een heuvel is een landvorm die bestaat uit een beperkt gebied dat duidelijk hoger is dan zijn omgeving. In de geomorfologie onderscheidt men heuvels en bergen. Een top die minder dan 200 meter boven zijn omgeving uitsteekt is een heuvel. Is het hoogteverschil met de omgeving groter dan heet het een berg.
In de volksmond worden in België en Nederland veel heuvels bergen genoemd. De aanduiding heuvel is ook terug te vinden in plaatsnamen en andere toponiemen zoals Scherpenheuvel.
Heuvels vindt men in Nederland als restanten van de ijstijd in Gelderland en de provincie Utrecht, door uitspoeling van rivieren in Zuid-Limburg en ontstaan door wind en verstuiving als duinen in het westen. De Hoge Veluwe, de Utrechtse Heuvelrug en de Sallandse Heuvelrug zijn Nationale Parken.
Een grafheuvel of tumulus is een kunstmatig gemaakte ophoging op de plek waar het lichaam of de as van een overleden persoon is bijgezet.

## Hoogste heuvels

### België
- Signaal van Botrange,[1] 694 meter boven TAW. Dit is niet zozeer een heuvel als wel het, nauwelijks in het landschap zichtbare, hoogste punt van een opgeheven schiervlakte.
- In de Westhoek ligt het West-Vlaams Heuvelland, in en rond de gemeente Heuvelland. Bekend zijn onder meer de Rodeberg, Katsberg en de Kemmelberg.
- In Oost-Vlaanderen vindt men de Vlaamse Ardennen met heuvels als de Kluisberg.

### Nederland
- Limburg: Vaalserberg, 322,4 meter boven NAP.

Zie voor de hoogste heuvels van de overige provincies de lijst van hoogste punten in het Koninkrijk der Nederlanden of de lijst van heuvels in Nederland.

## Trivia
- Een donk is een voor bewoning geschikte hoogte in een verder laaggelegen gebied.
- Een galgenberg is een kunstmatige heuvel waarop een galg is geplaatst.
- Een kapelberg is een kunstmatige heuvel waarop een kapel is gebouwd.
- Een motte is een kunstmatige heuvel waar men vroeger een kasteel op bouwde.
- Een molenbelt is kunstmatige heuvel waarop een beltmolen staat.
- Een tell is een kunstmatige heuvel, vergelijkbaar met terpen en wierden.
- Een vliedberg is een kunstmatige heuvel.
- Een vluchtheuvel als herkenbare verhoging in het midden van het wegdek.
- Een wierde (Fries: terp) is een kunstmatige heuvel voor bewoning.

- Heuvelen is een techniek bij het rangeren van goederenwagons.

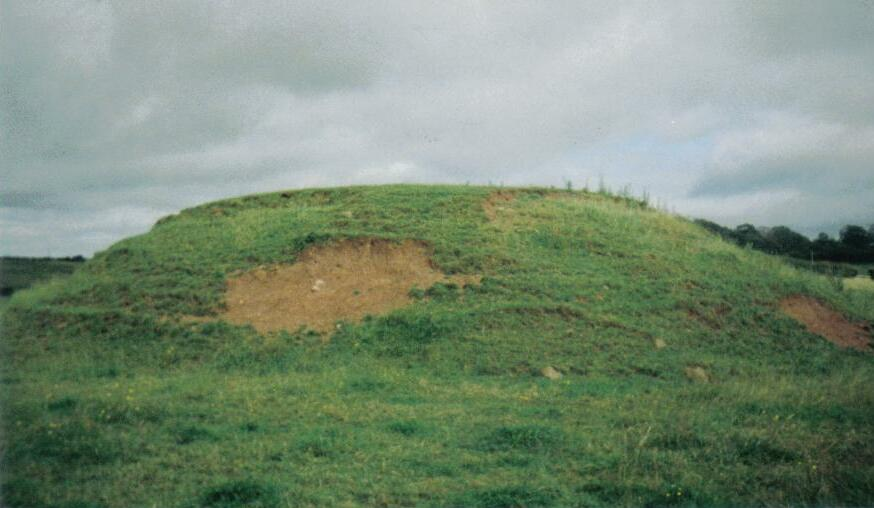
Een moot hill of law mount
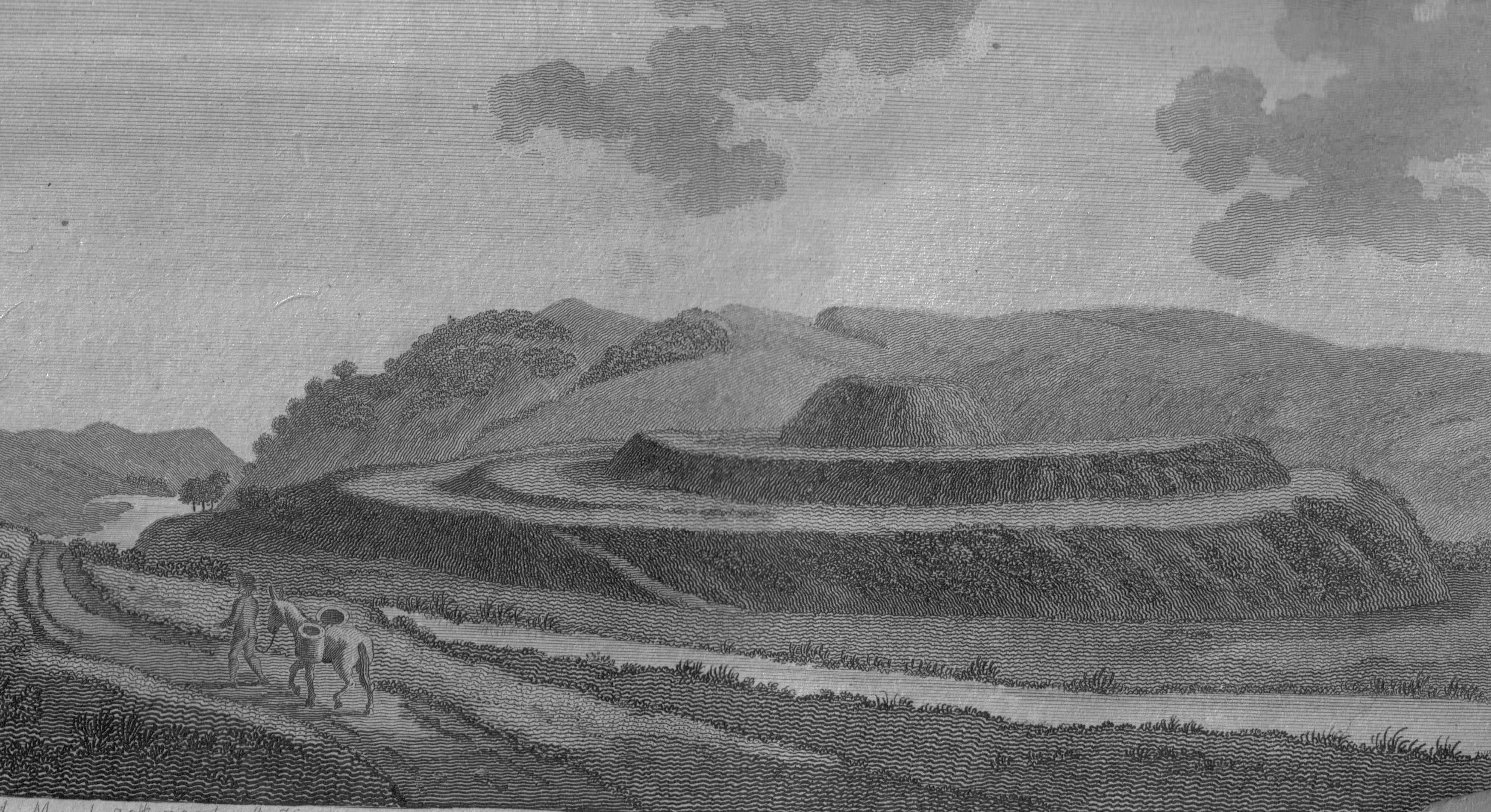
Mote of Urr, 1797
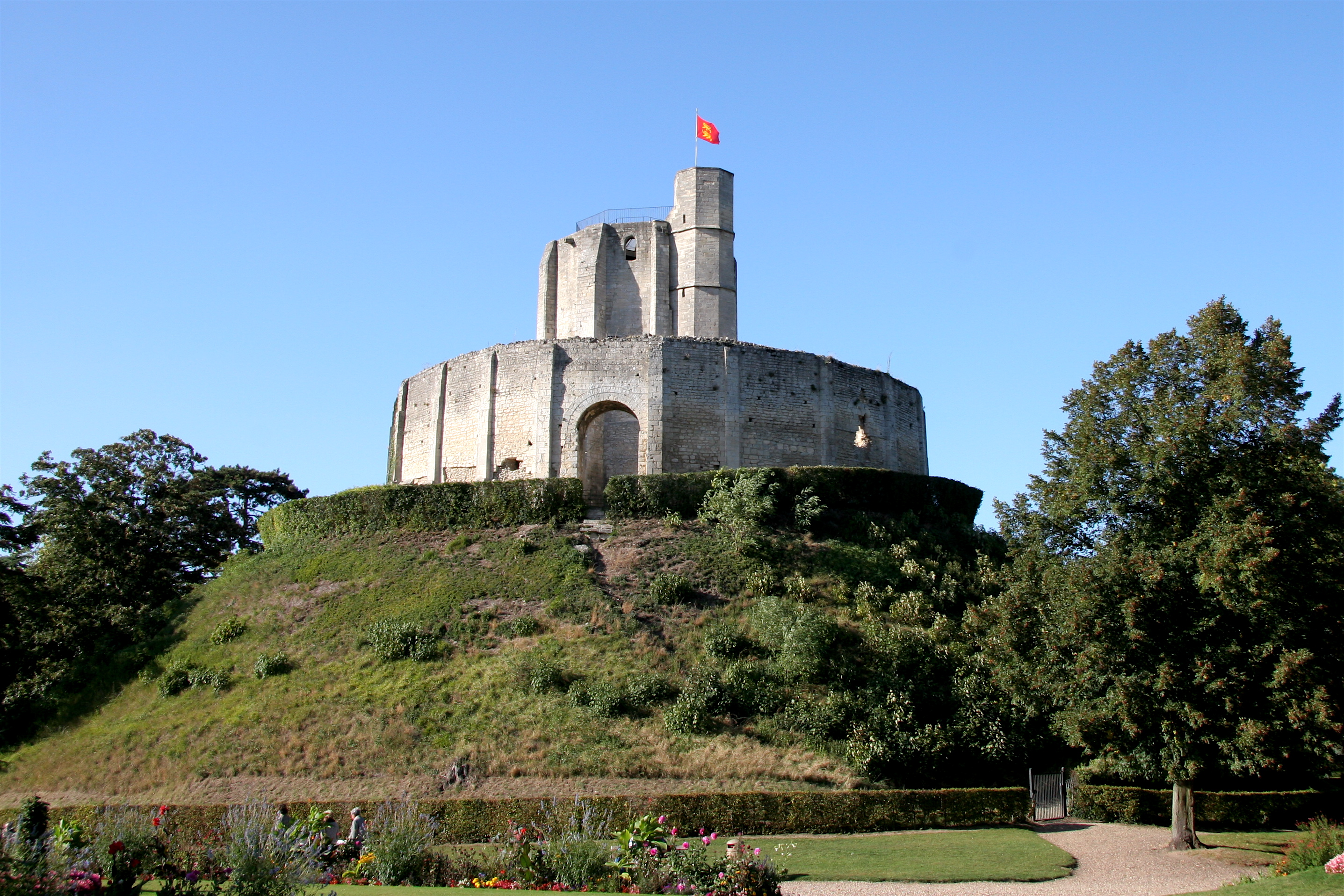
Château de Gisors met motte
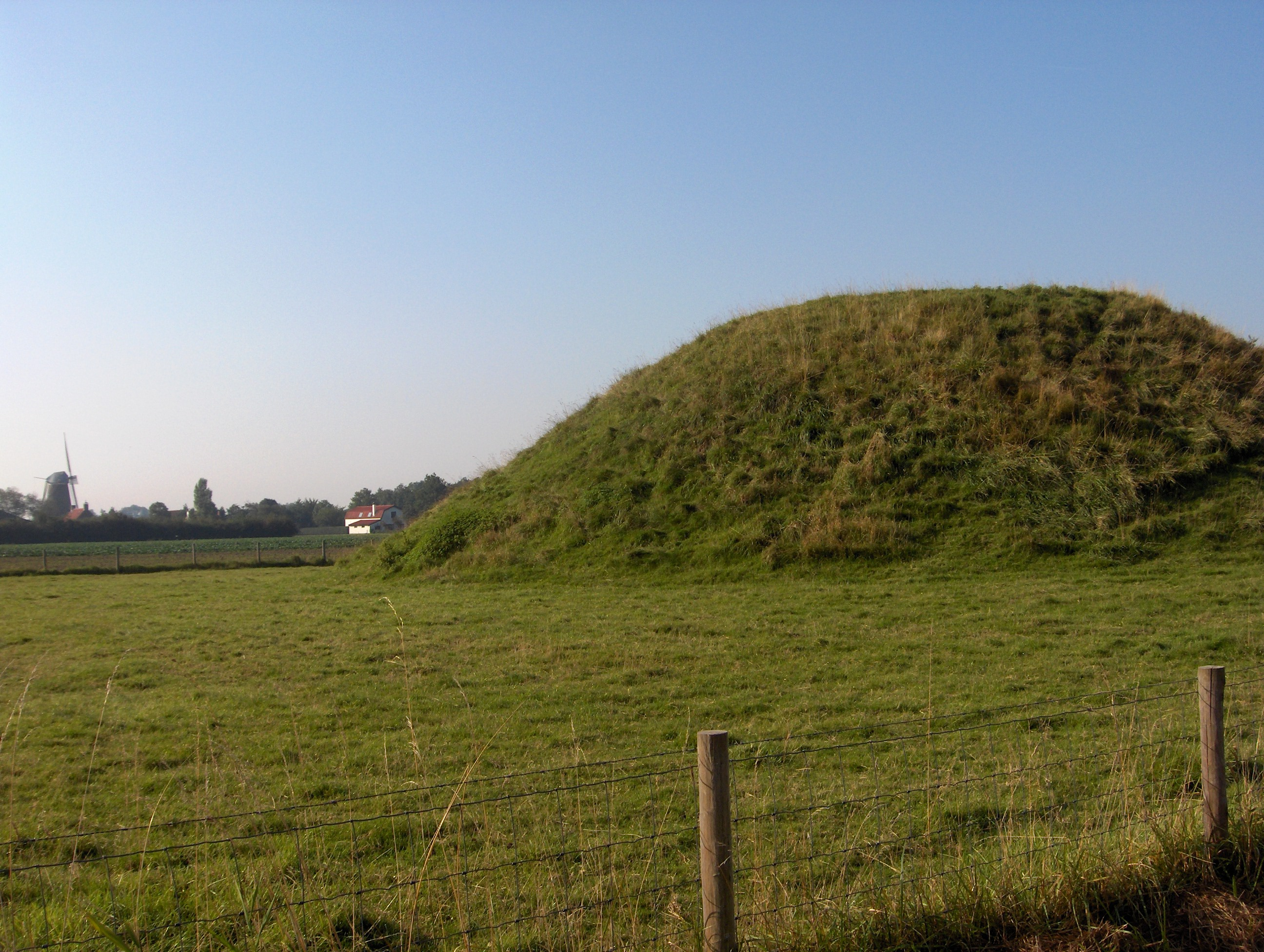
Een vliedberg
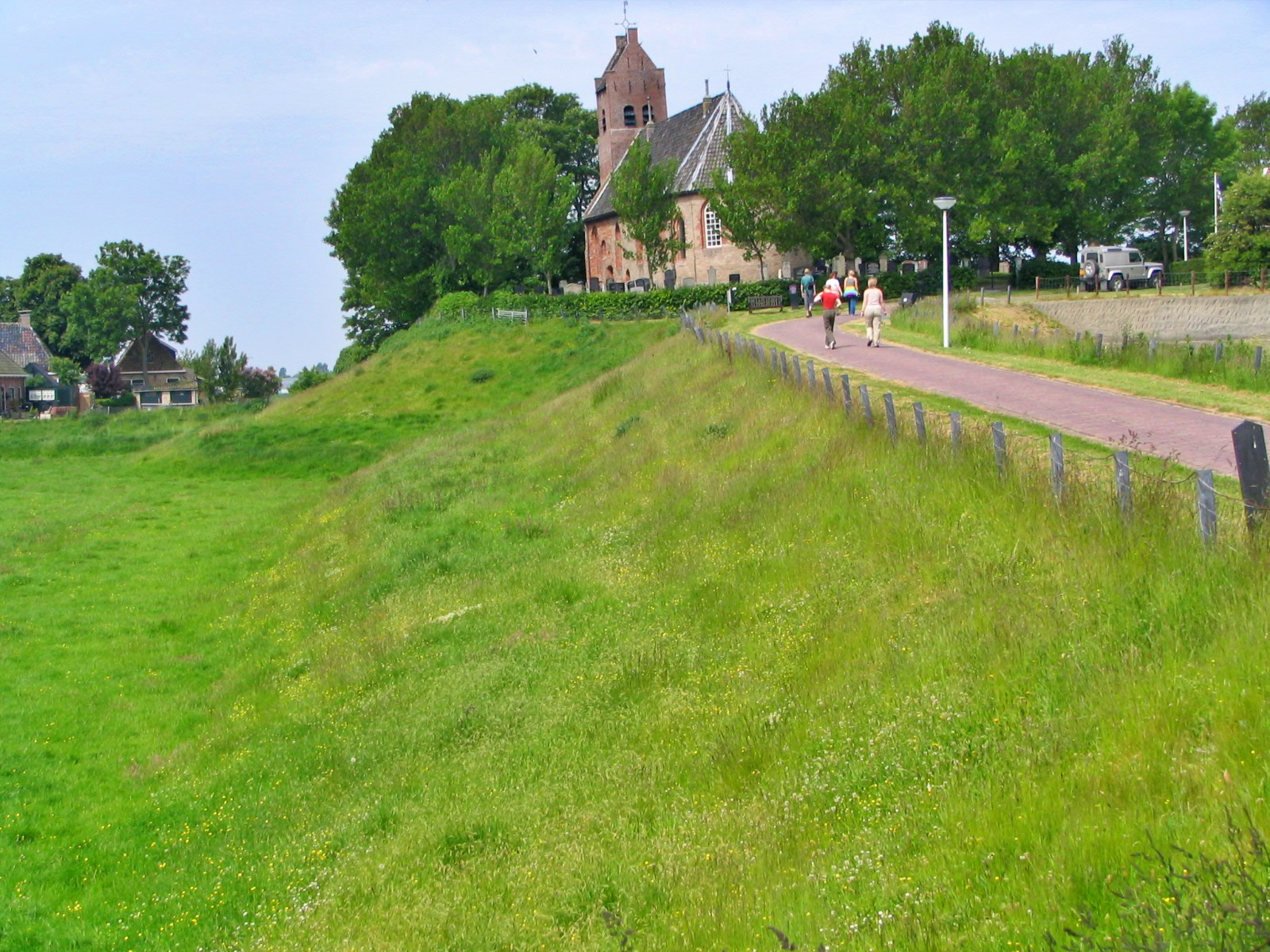
De terp van Hogebeintum
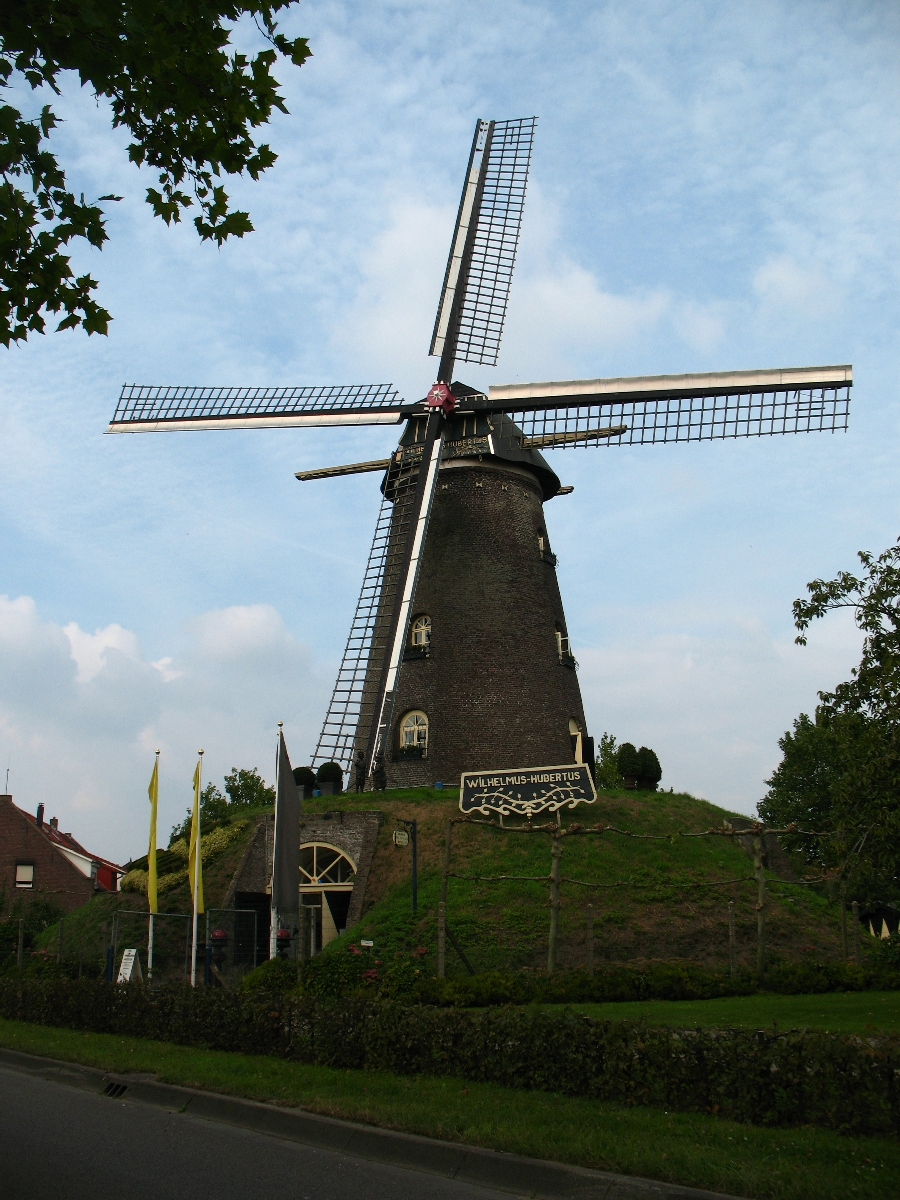
Beltmolen bij Weert
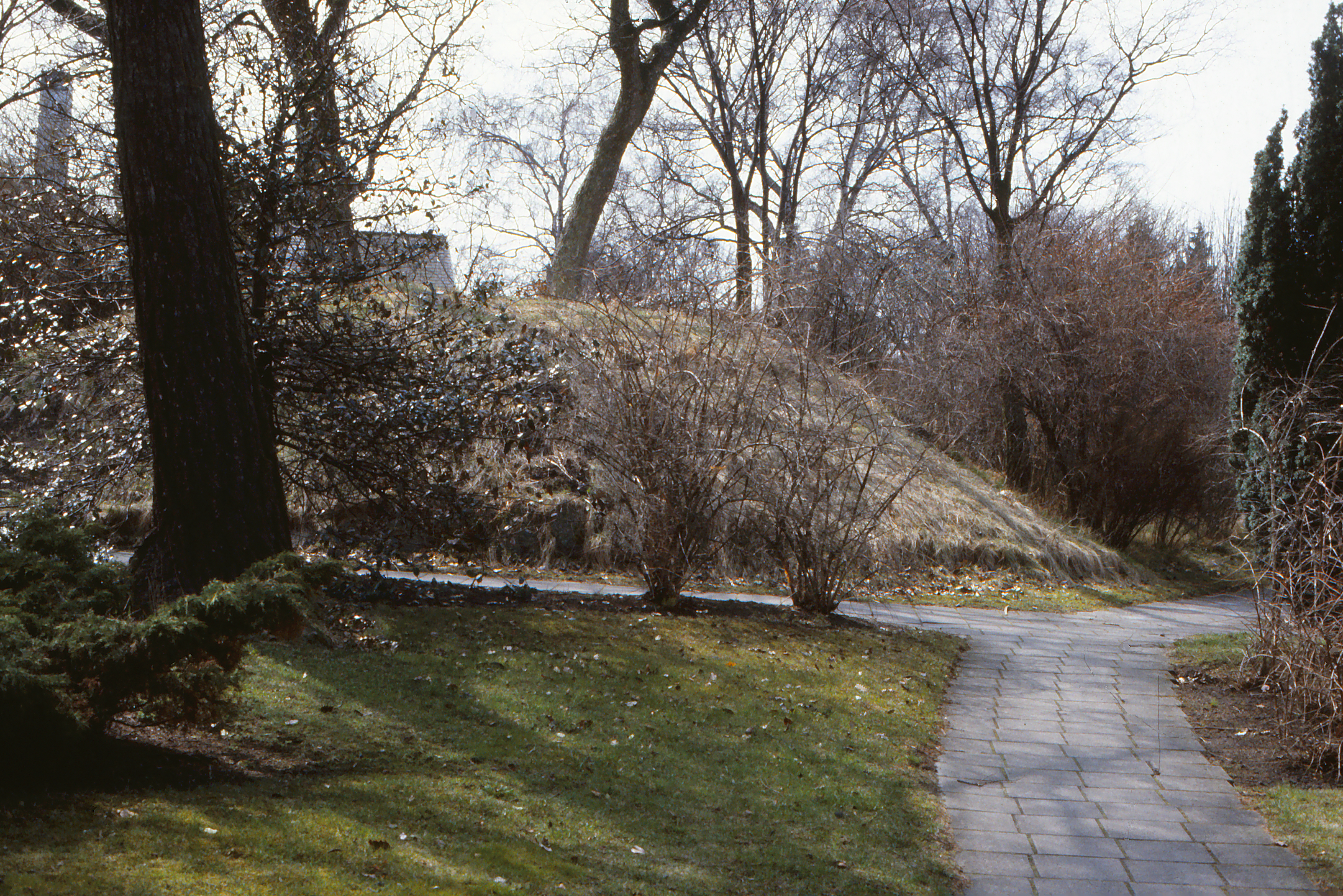
De oudste galgenberg van Malmö
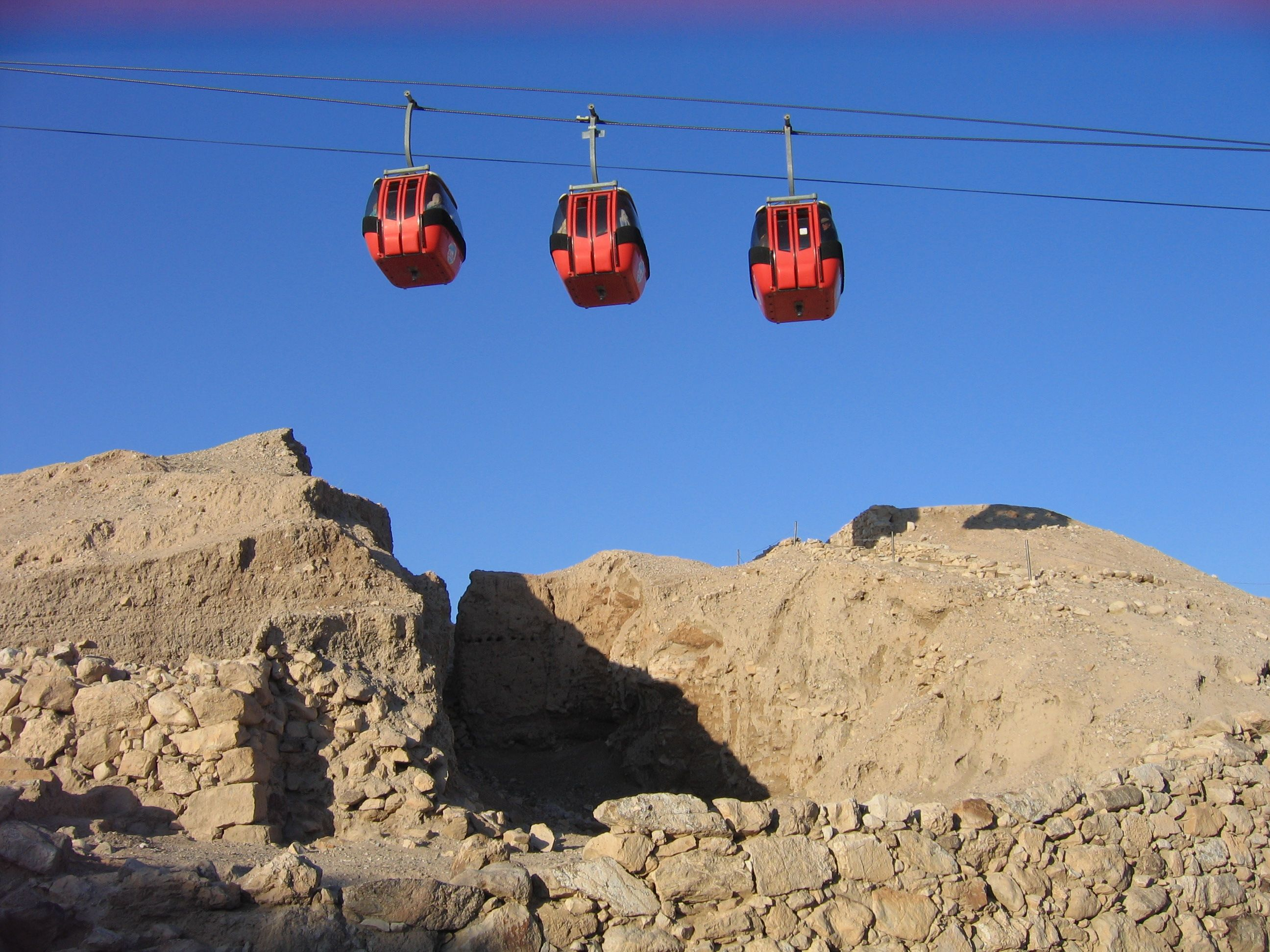
Tell es-Sultan, een belangrijke archeologische vindplaats bij Jericho